# وعد ومش مكتوب (مسلسل)
وعد ومش مكتوب هو مسلسل دراما مصري إنتاج عام 2009، المسلسل من إخراج محمد حلمي وبطولة محمود ياسين، دلال عبد العزيز، سامي العدل، دينا، جمال إسماعيل وسيد عبد الكريم.

## نبذة
تدور أحداث المسلسل حول شخص مستبد وظالم يدعى مراد البهي، يكتشف الأطباء مرضه الخطير ويخبرونه بأنه لن يعيش أكثر من 6 شهور فيقرر تطهير نفسه وإصلاح أخطائه التي ارتكبها في حياته، ومع هذا الانقلاب يجد معارضة قوية من أسرته وكل من حوله حيث لا يفهمون سر هذا التغيير.